# Catocala verrilliana
Catocala verrilliana là một loài bướm đêm thuộc họ Erebidae. Loài này có ở tiểu bang Washington và Oregon đến Colorado và phía nam đến California, Arizona và Texas và quận Cimarron ở miền tây Oklahoma.

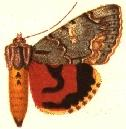
Minh họa

Sải cánh dài 45–60 mm. Con trưởng thành bay từ tháng 5 đến tháng 9 tùy theo địa điểm. Có thể có một lứa một năm.
Ấu trùng ăn các loài cây Quercus macrocarpa, Quercus alba và Quercus garryana.

## Phụ loài
Catocala verrilliana beutenmulleri, ghi nhận từ Utah, nay được xem là một đồng âm.

## Hình ảnh

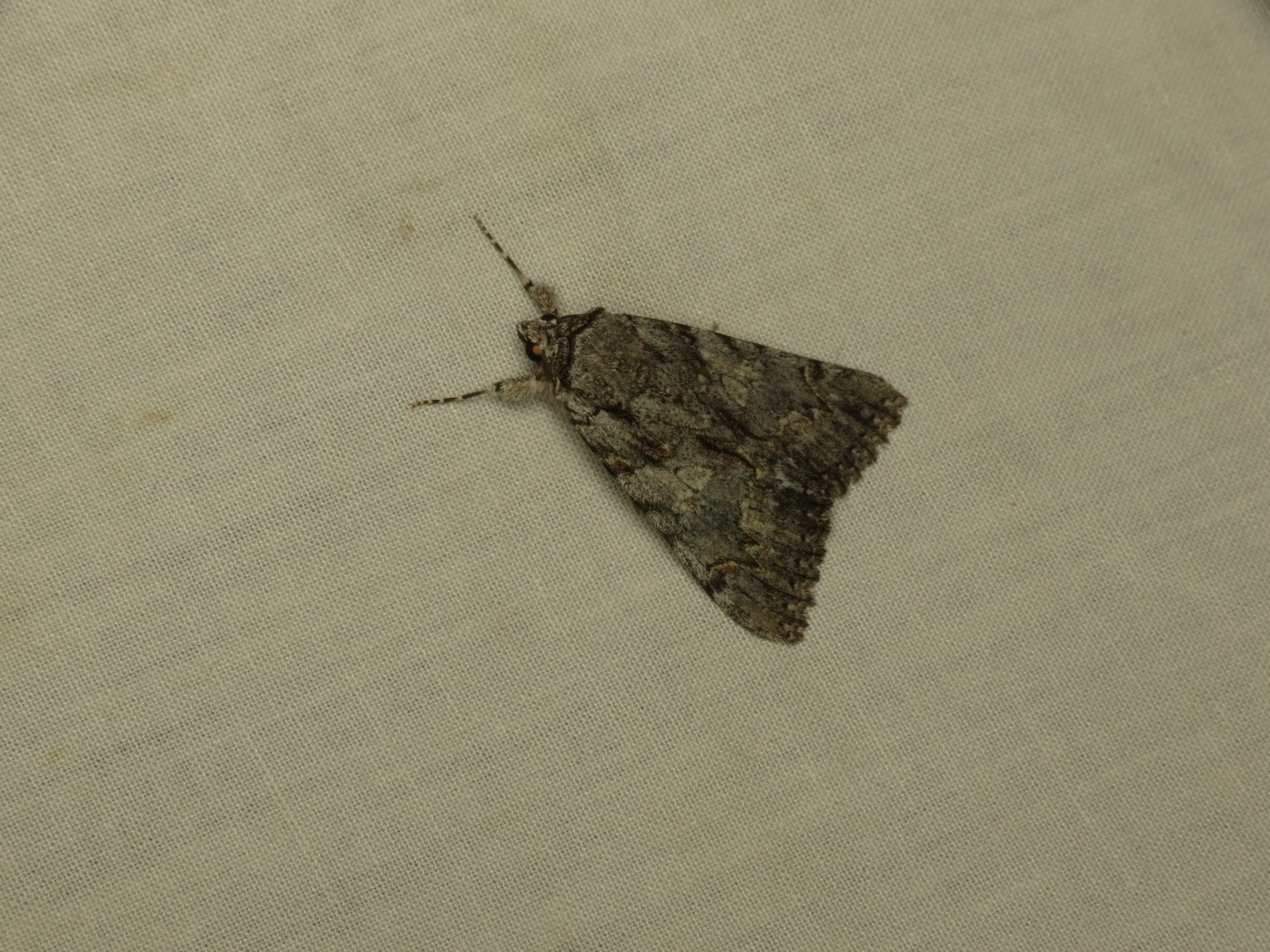
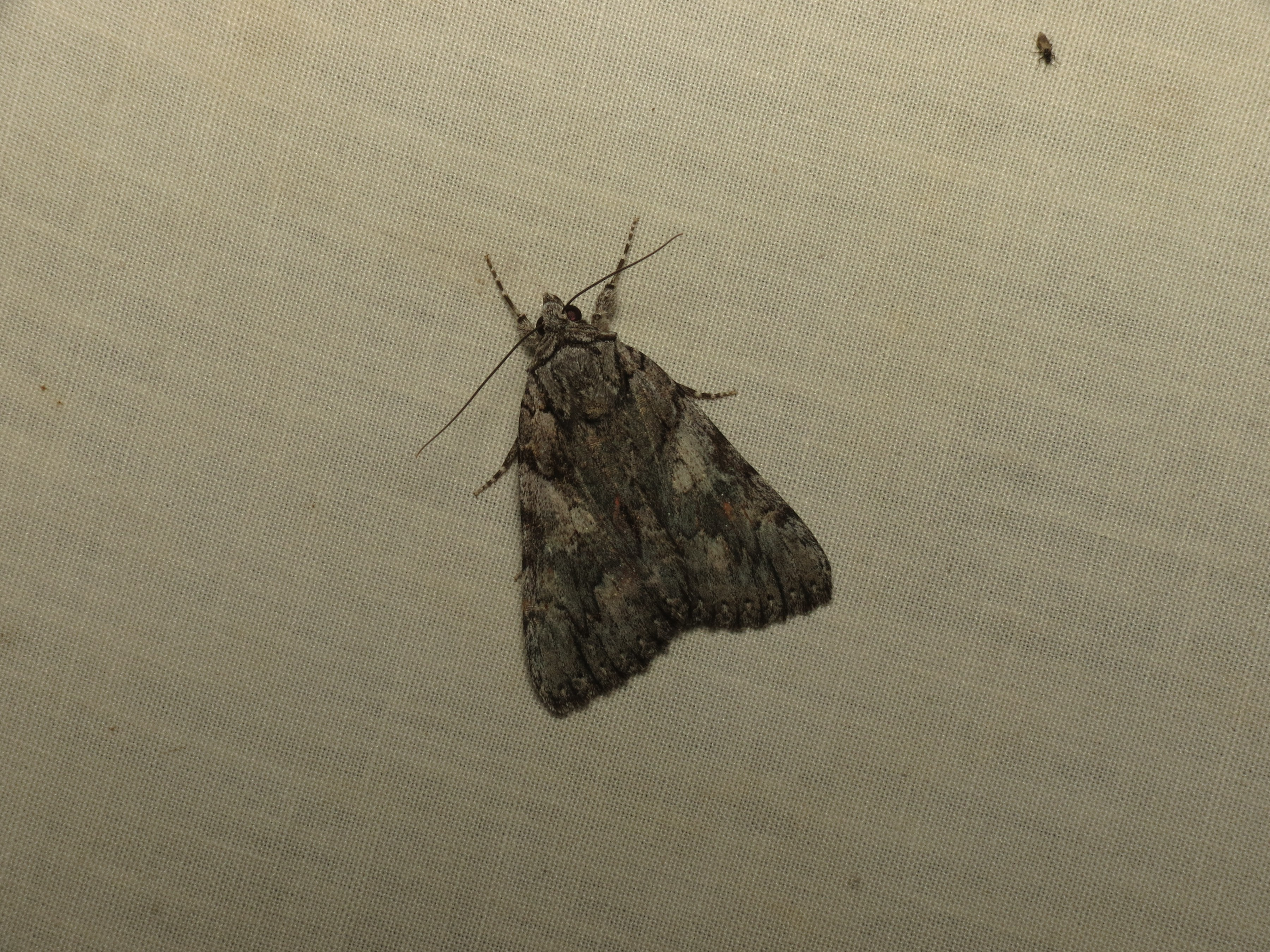
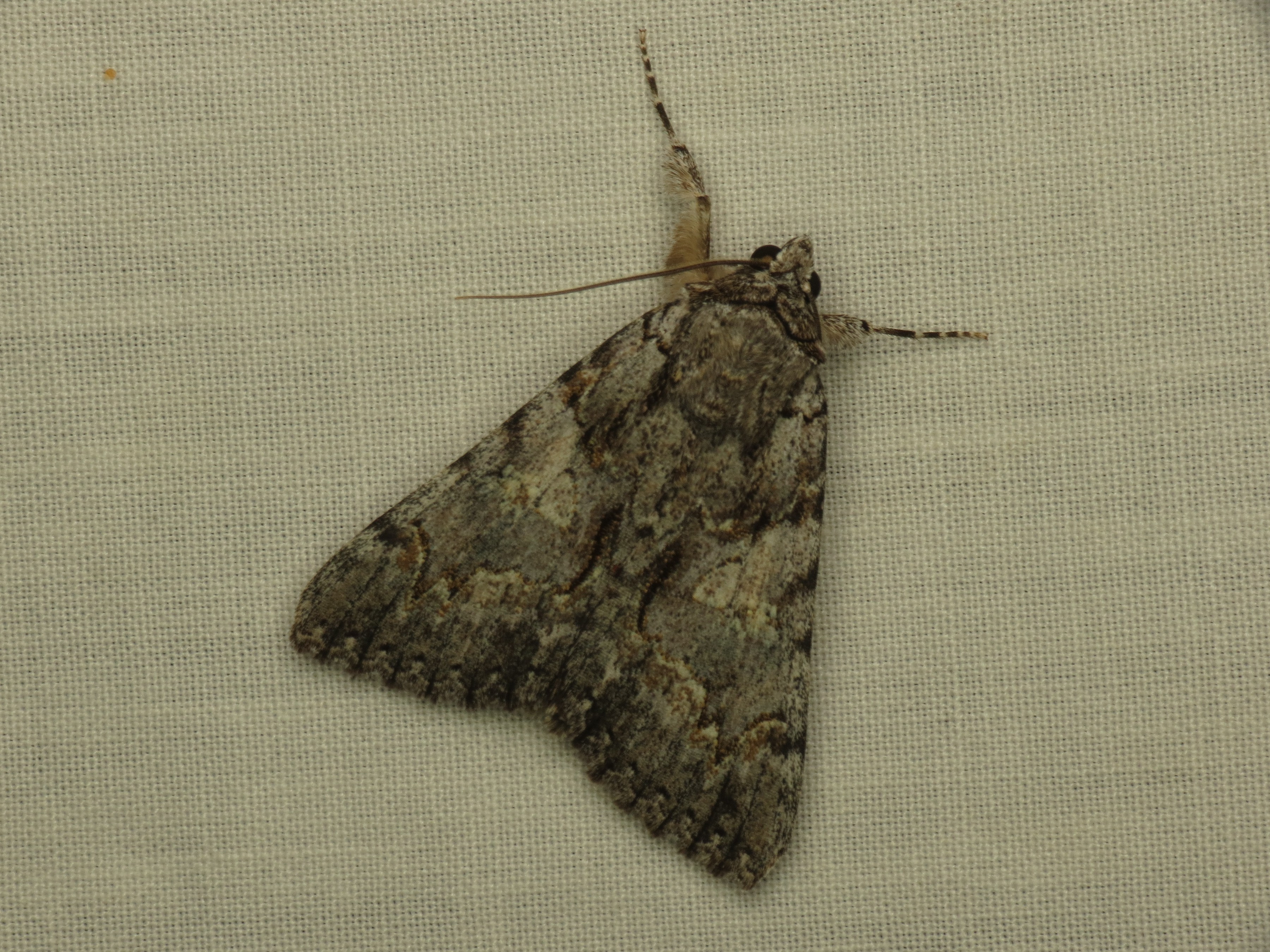
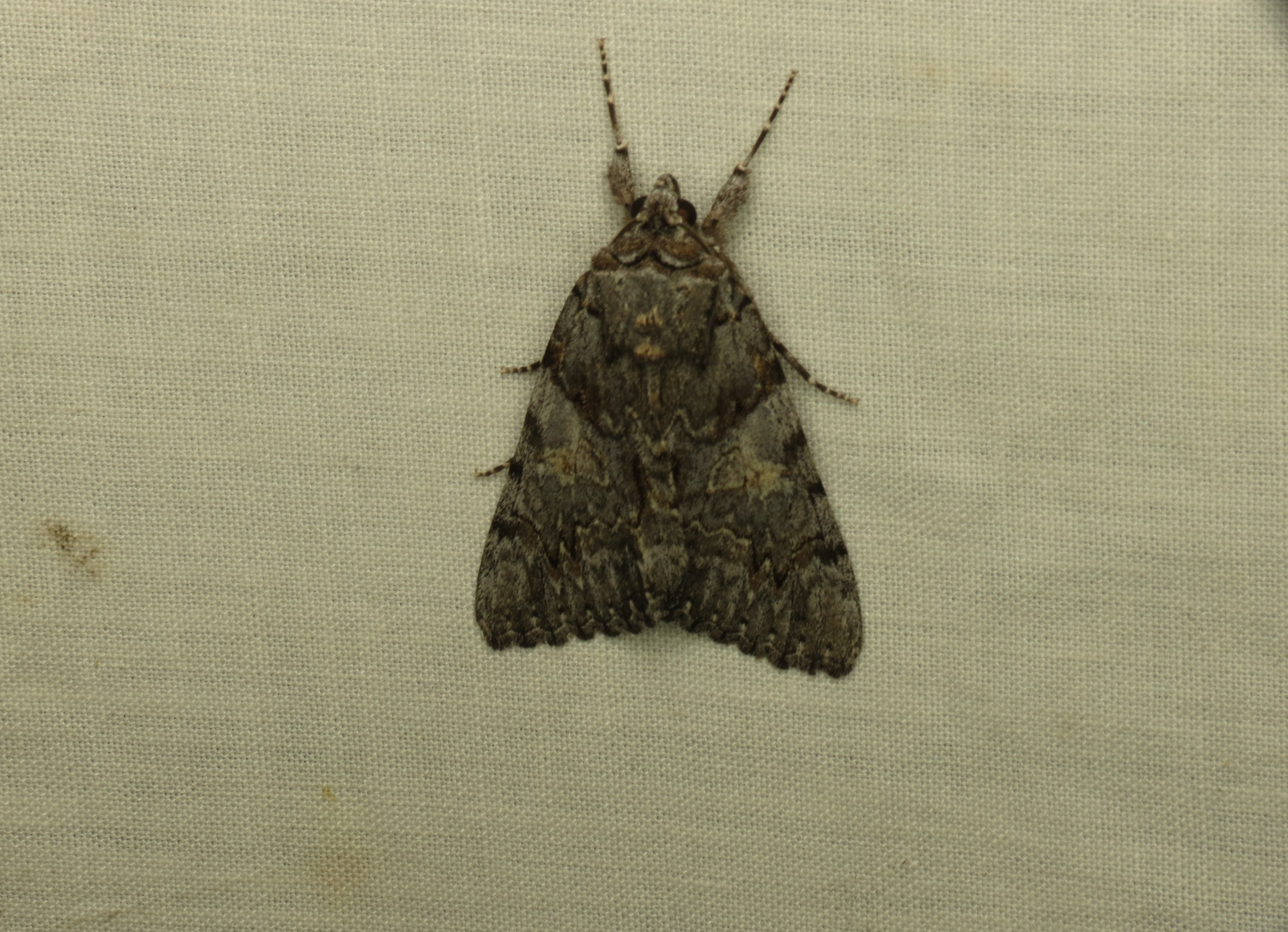